# タマラニッケイ
タマラニッケイ（学名: Cinnamomum tamala）は、インド、バングラデシュ、ネパール、ブータン、中国原産のクスノキ科樹木である。カンナダ語でತಮಾಲ (Tamaala)、タミル語でமரப்பட்டை இலை (Pattai Illai)、ネパール語でtejpat、ヒンディー語でtejapatta、英語でインディアンベイリーフ、マラバールリーフ、インディアンバーク、インディアンカシア、とも呼ばれる。高さ最大20 mまで成長する。タマラニッケイの葉はチョウジ様の芳香とかすかなピリッとした味を持ち、料理や医療目的のために使われる。古代および中世にマラバトゥルム（malabathrum、またはmalobathrum）と呼ばれた薬用植物葉の主要な源の一つと考えられている。

## 特徴
タマラニッケイの葉はヒンディー語でtējapattāまたはtejpatta（तेजपत्ता）、ネパール語、マイティリー語、アッサム語でtejpat (तेजपात)、ベンガル語でtejpata (তেজপাতা)、マラヤーラム語でvazhanayila (വഴനയില)、マラーティー語と元々のサンスクリット語でtamalpatra (तमालपत्र) と呼ばれる。インド、ネパール、ブータンの料理で広く使われ、特に北インドとネパールのムガル料理とブータンのハーブティーツェリンマで使われる。テルグ語ではbiryani aakuまたは'bagharakkuと呼ばれる。
シッキム州のレプチャ人はnaap saor koongと呼ぶ。
ケーララ州の甘い食べ物クンビラッパム（またはチャッカ・アダ）でダンプリングに香りを付けるためにしばしば使われる。タマラニッケイの葉はしばしば「インディアンベイリーフ」または単に「ベイリーフ」と表示されているため、地中海原産の異なる属のゲッケイジュの葉（ローリエ）と混同される。これら2種の見た目と芳香は全く異っている。ゲッケイジュの葉はより短く、薄緑色から緑色で、葉の真ん中に縦に1本の太い葉脈がある。それに対して、タマラニッケイの葉はゲッケイジュの2倍ほどの長さと幅があり、色は大抵オリーブ色で、縦に3本の葉脈を持つ。タマラニッケイの葉には5種類が存在し、それらはカシアあるいはシナモン様の香りを料理に付けるのに対して、ローリエの香りは松やレモンをより連想させる。

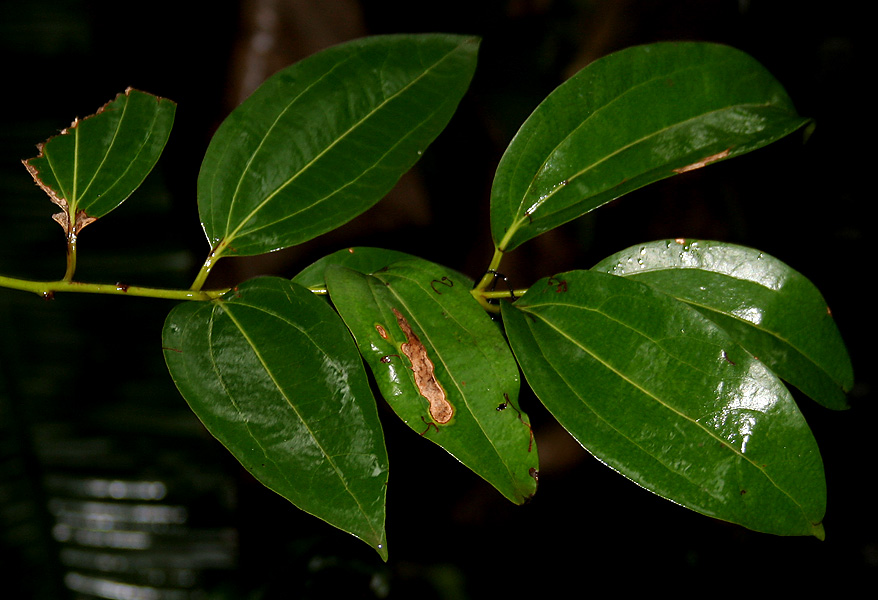
葉（ゴア州）

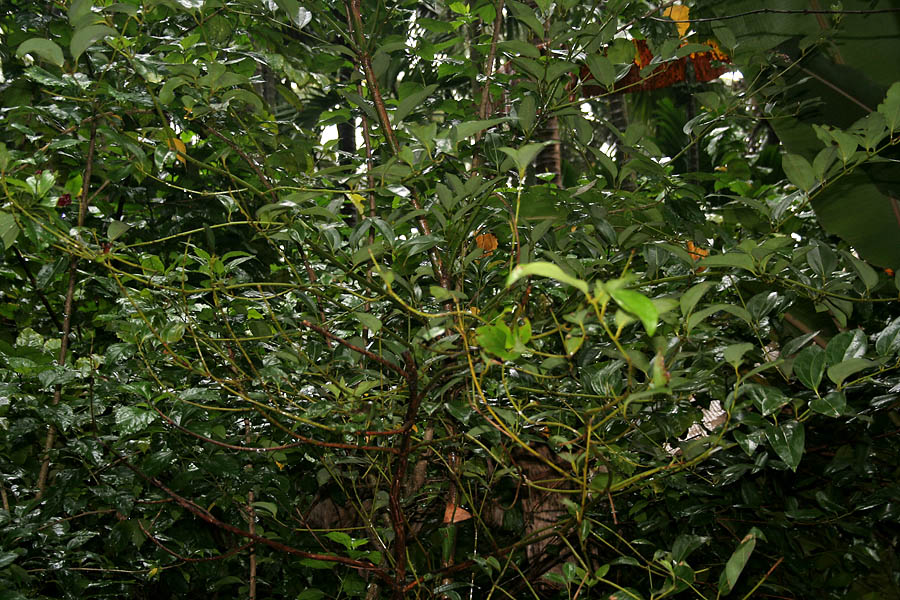
木（ゴア州）

## 芳香成分
- β-カリオフィレン[8]
- リナロール[8]
- カリオフィレンオキシド[要出典]
- オイゲノール[9][10]

## 利用
樹皮は料理に使われることもあるが、セイロンニッケイ（セイロンシナモン）またはカシアには劣ると見なされる 。また、ブータンではツェリンマ茶というハーブティーが飲まれているが、ツェリンマ茶はタマラニッケイの根皮とベニバナの花弁を主たる材料とする。

## 語源
マラバール（Malabar）は、今日のケーララ州と隣接地域を形成する南インドの西海岸を表わすために伝統的に使われてきた。単語malaまたはmalayaはタミル語、マラヤーラム語、サンスクリット語で「山」を意味する。単語「malabathrum」は、字義的に「暗い木の葉」を意味するサンスクリット語のtamālapattram (तमालपत्त्रम्) に由来すると考えられている。

## 近縁種
- シナニッケイ C. aromaticum
- セイロンニッケイ C. verum
- サイゴン・シナモン（英語版） C. loureiroi